# Реклама на транспорті
Реклама на транспорті — різновид зовнішньої реклами. Суть реклами на транспорті полягає в розміщенні зовні або всередині транспортного засобу інформації, що має спонукати пасажирів, перехожих до певних висновків та / або дій (купівля товару, замовлення послуги, дзвінок за оголошенням щодо вакансій тощо). 
Існує декілька типів реклами на транспорті:
- Реклама на громадському транспорті (унікальні рекламні зображення на трамваях, тролейбусах, автобусах, маршрутках).
- Реклама на корпоративному транспорті (легкові авто, вантажівки, буси, фури, фургони, цистерни, вантажні холодильники).
- Реклама на власному авто.

## Регулювання в Україні
В Україні існують законодавчі норми, які регулюють розміщення реклами на транспорті. Основні положення містяться в Cтатті 18 Закону України "Про рекламу". Основні аспекти:
1. Погодження з власником: Розміщення реклами на транспортних засобах дозволяється лише за згодою їхніх власників або уповноважених ними осіб. При цьому втручання у форму та зміст реклами забороняється.
2. Вимоги безпеки: Реклама на транспорті повинна відповідати вимогам безпеки та правилам дорожнього руху. 
3. Відсутність додаткових дозволів: Якщо реклама розміщена з дотриманням вимог безпеки та правил дорожнього руху, від власників транспортних засобів не можуть вимагати отримання додаткових дозволів чи погоджень. 
4. Обмеження щодо змісту та розміщення:
  - Забороняється реклама, яка повторює або імітує кольорові схеми спеціальних чи оперативних транспортних засобів.
  - Не допускається використання світлоповертаючих матеріалів у рекламі.
  - Реклама не повинна супроводжуватися звуковими чи світловими сигналами.
  - Розміщення реклами на скляних (прозорих) поверхнях транспортних засобів дозволяється лише за умови забезпечення безперешкодного огляду з салону.
5. Обмеження щодо звукової реклами: Забороняється розповсюдження реклами через радіо або інші звукові мережі сповіщення пасажирів у громадському транспорті, на станціях метро, вокзалах, у портах та аеропортах, за винятком соціальної реклами.

## Реклама на громадському транспорті

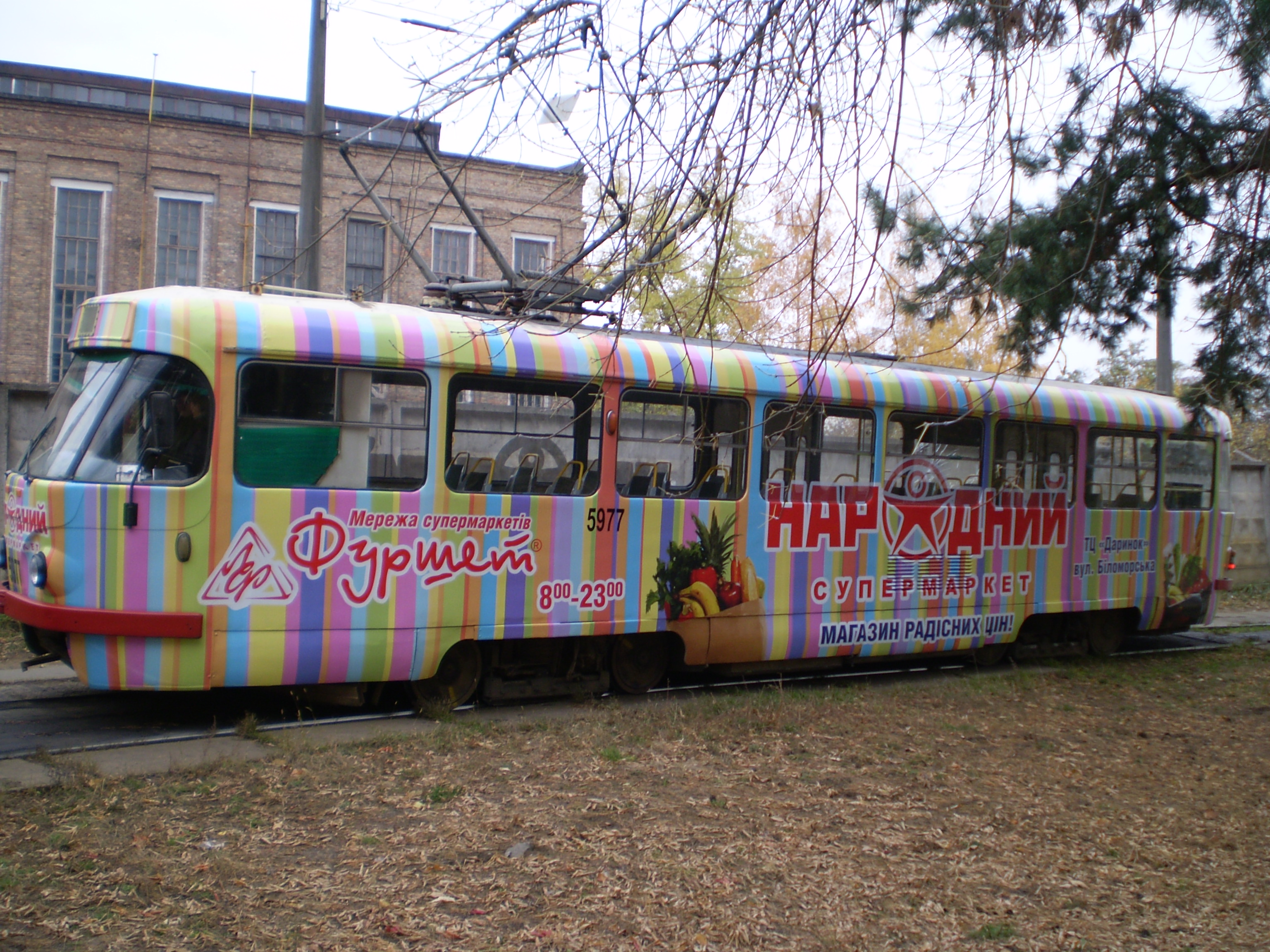
Реклама на громадському транспорті. Проект РВК «Ріара»

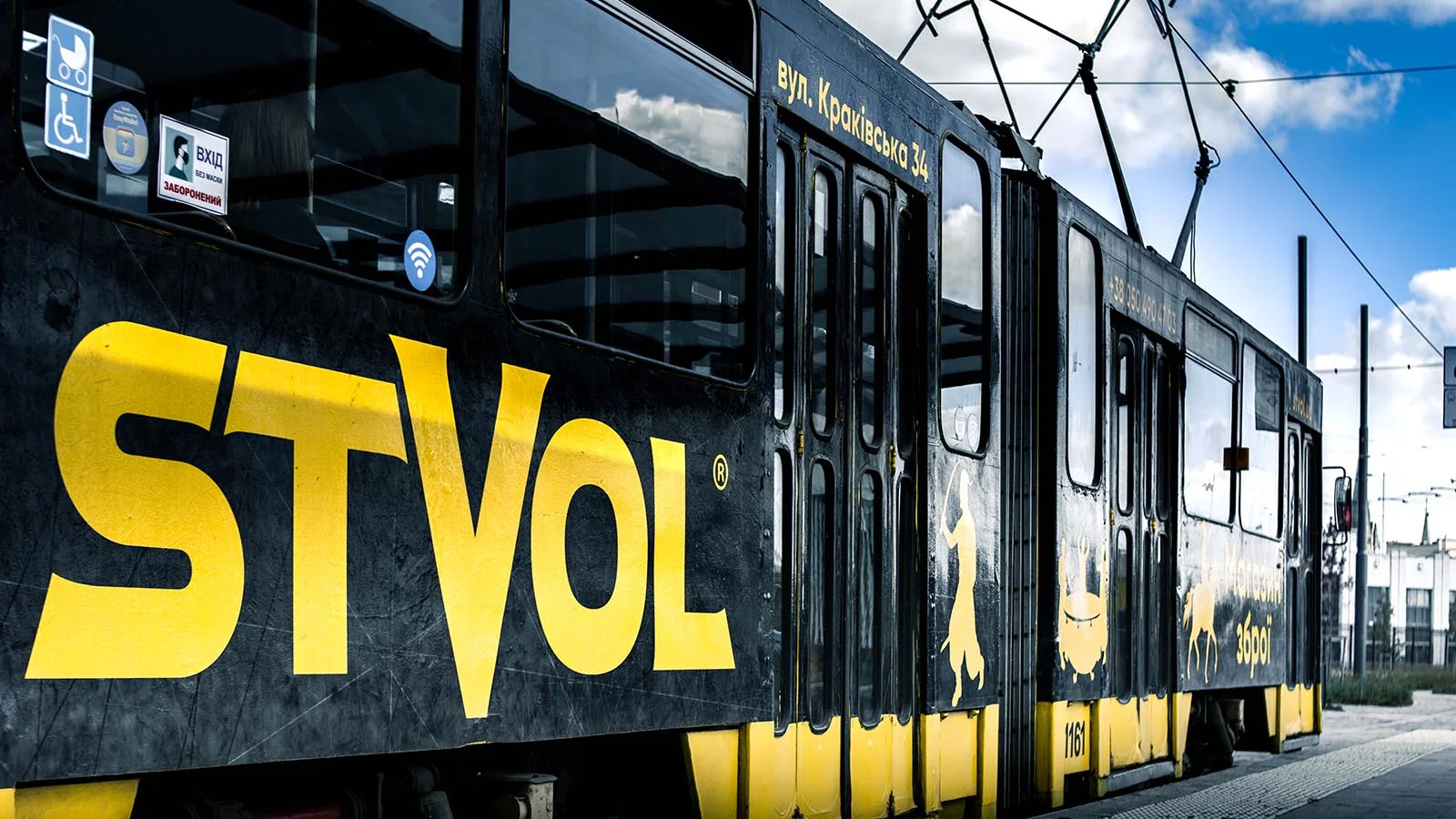
Реклама на трамваї. Проєкт компанії АВТОБРЕНД

Розміщення реклами на бортах громадському транспорту має головну перевагу — це мобільність та, відповідно, можливість охоплення широкого кола потенційних клієнтів.
Динамічне рекламне зображення привертає більше уваги майбутніх покупців товарів та послуг, ніж зображення, розміщене стаціонарно. Крім цього, грамотно розпланована адресна програма дозволяє за допомогою невеликої кількості транспортних засобів ефективно провести рекламну компанію, охопивши при цьому більшість районів та магістралей.

### Реклама на трамваях
Особливий вид транспортної реклами, яку розміщають на бортах трамваю. Вигідно замовляти таку рекламу в містах, де курсує цей громадський транспорт (Київ, Львів, Дніпро, Харків, Кривий Ріг). Трамвай, оформлений унікальним рекламним зображенням, стане візитною карткою Вашого бізнесу.
Переваги реклами на трамваях:

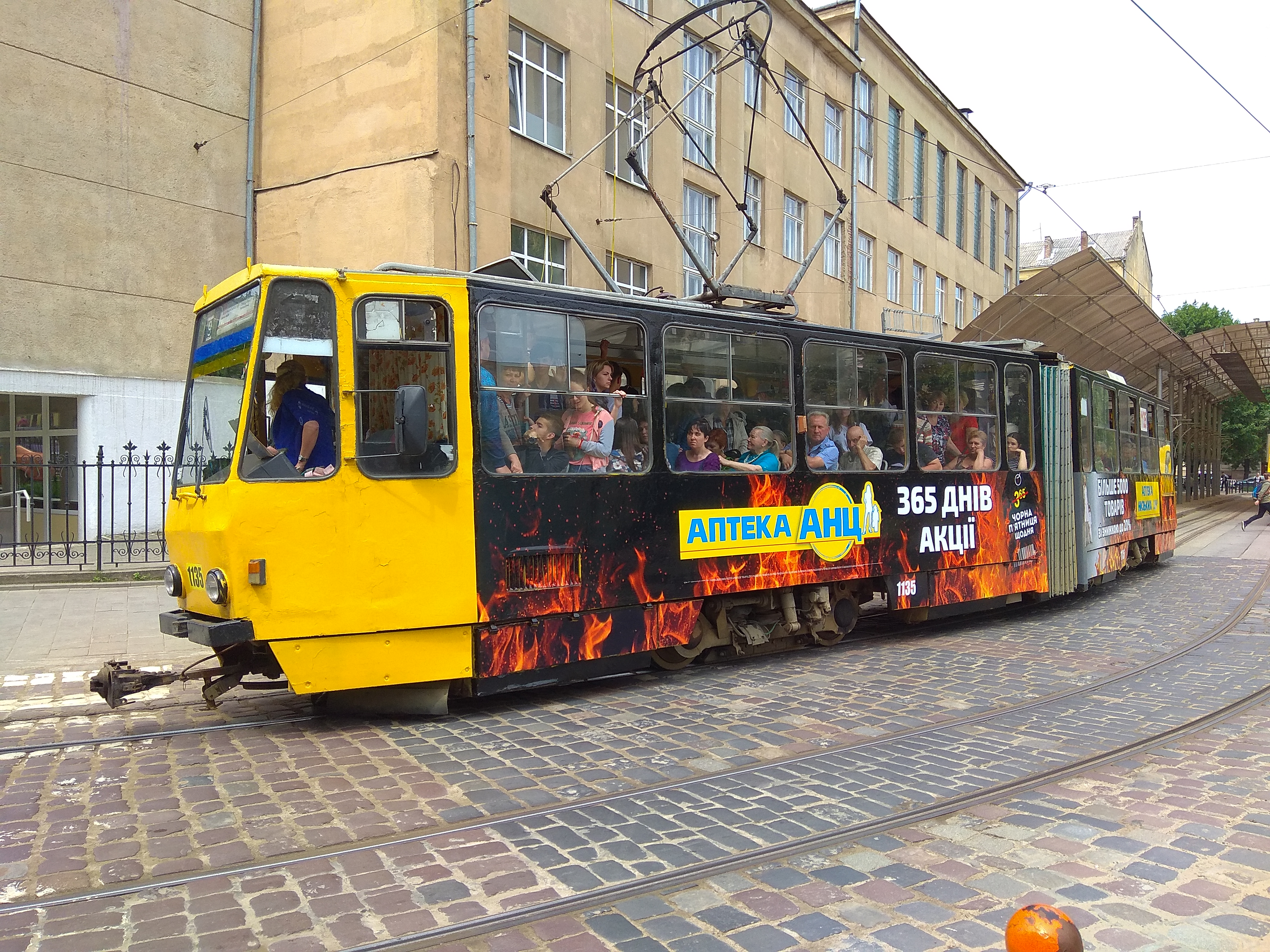
Реклама на трамваї у Львові. Проект РА "АртПром"

- Динамічність — глобальне охоплення цільової аудиторії.
- Унікальність — трамвай, обклеєний рекламою, як оригінальна візитка Вашої компанії.
- Велика площа транспорту — хороша видимість реклами для всіх учасників дорожнього руху + нагода втілити креативні дизайнерські ідеї.
- Орієнтація на туристів — у великих містах трамвай є особливим транспортним засобом. Він цікавий туристам для прогулянок. Чудова можливість привабити потенційних клієнтів.

### Реклама на тролейбусах
Ексклюзивні рекламні зображення, розташовані на бортах електротранспорту, який є найпоширенішим у містах України. 
Переваги реклами на тролейбусах:

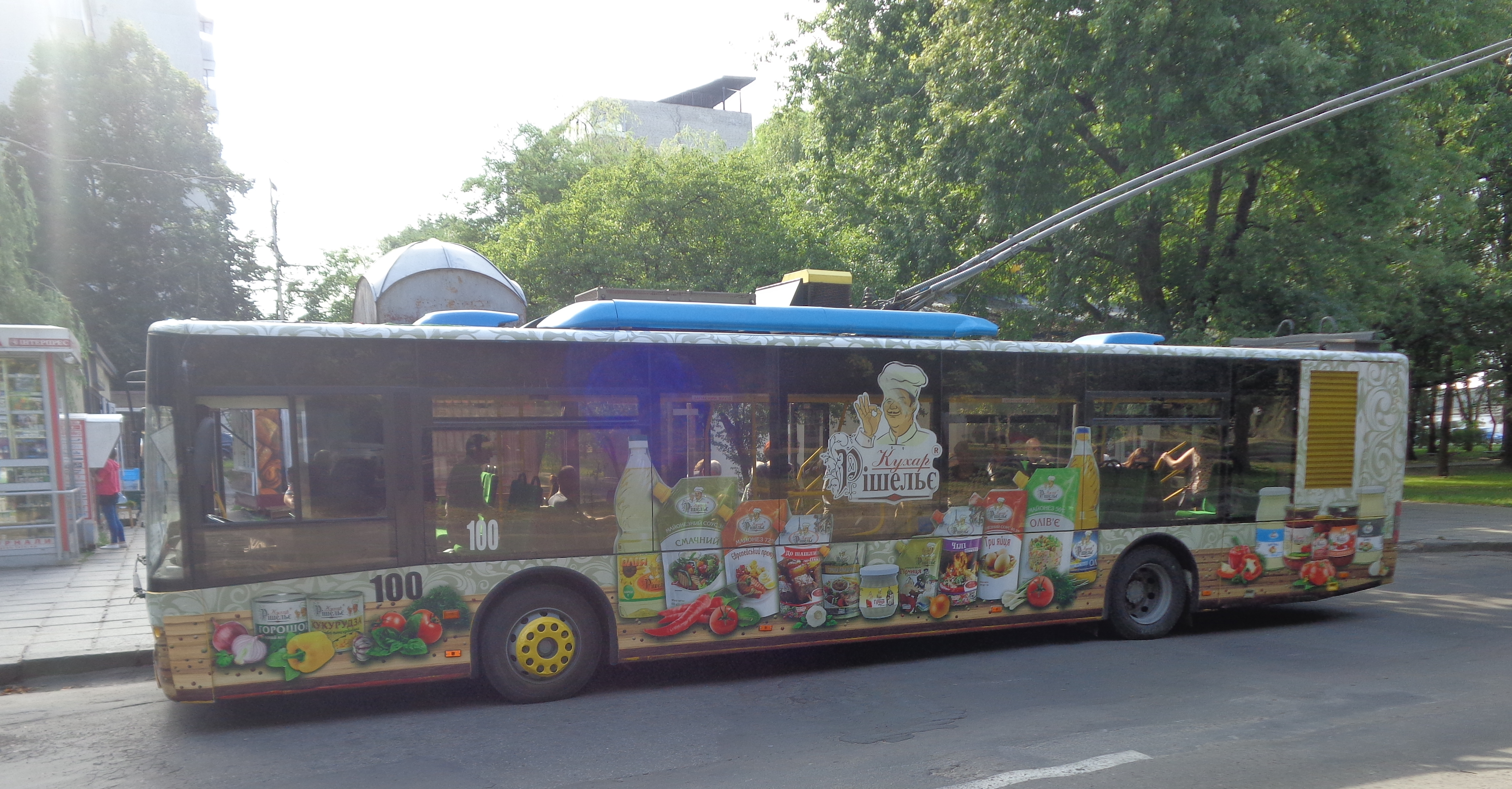
Реклама на тролейбусі. Проект РА "АртПром"

- Постійний рух — тролейбуси працюють приблизно з 6.30 до 10.30. Отже, Ваша реклама регулярно буде в полі зору.
- Широке охоплення цільової аудиторії — тролейбусна гілка покриває всі важливі райони міста, завдяки чому можна реалізувати дієву рекламну кампанію.
- Повільний рух транспорту — допомагає пасажирам, пішоходам, водіям уважно переглянути рекламне повідомлення.
- Великі розміри тролейбуса — ефективне розташування необхідної інформації (назва компанії, контакти, логотипи, слогани тощо).

### Реклама на маршрутних таксі

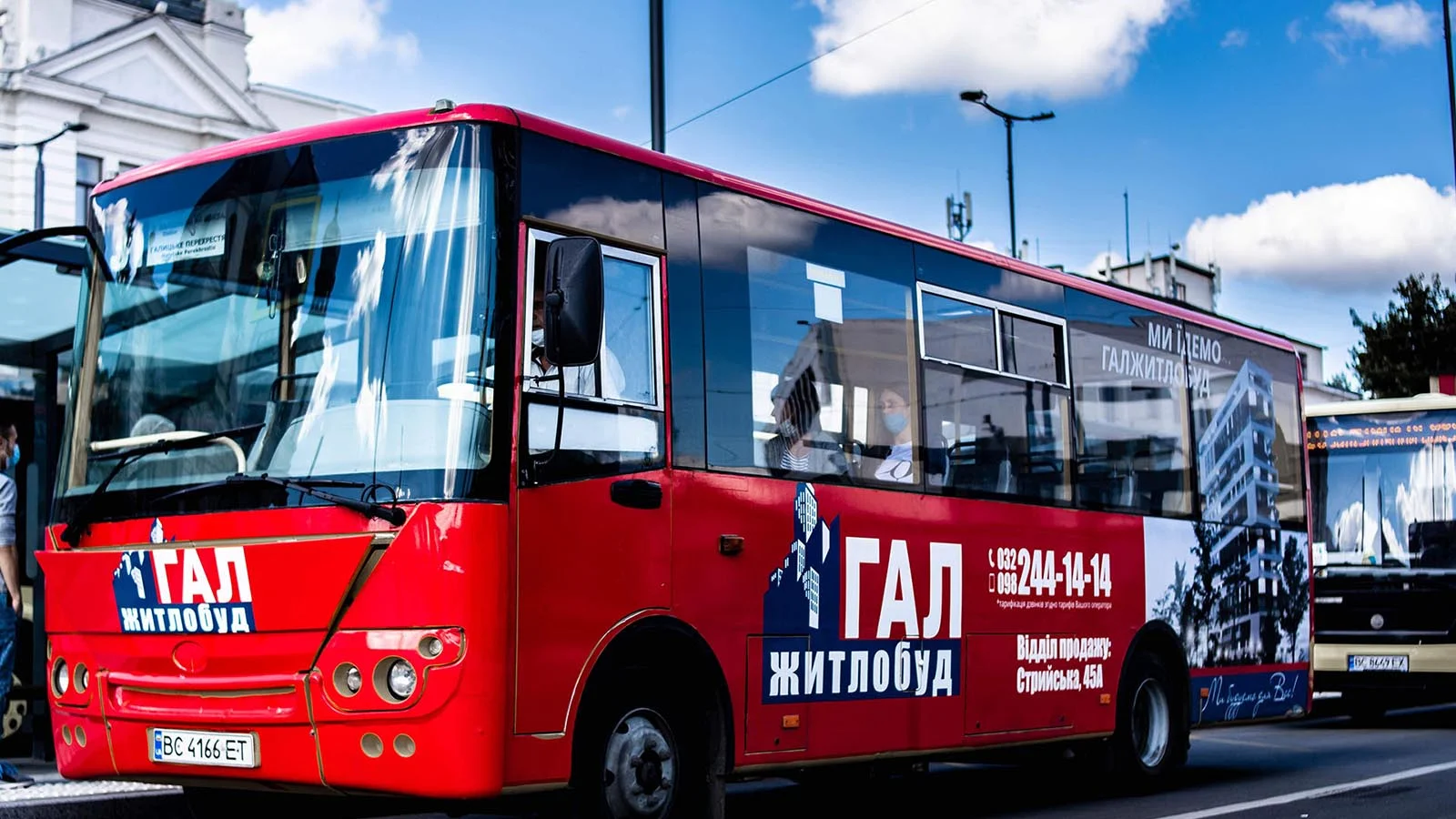
Реклама на маршрутці. Проєкт компанії АВТОБРЕНД

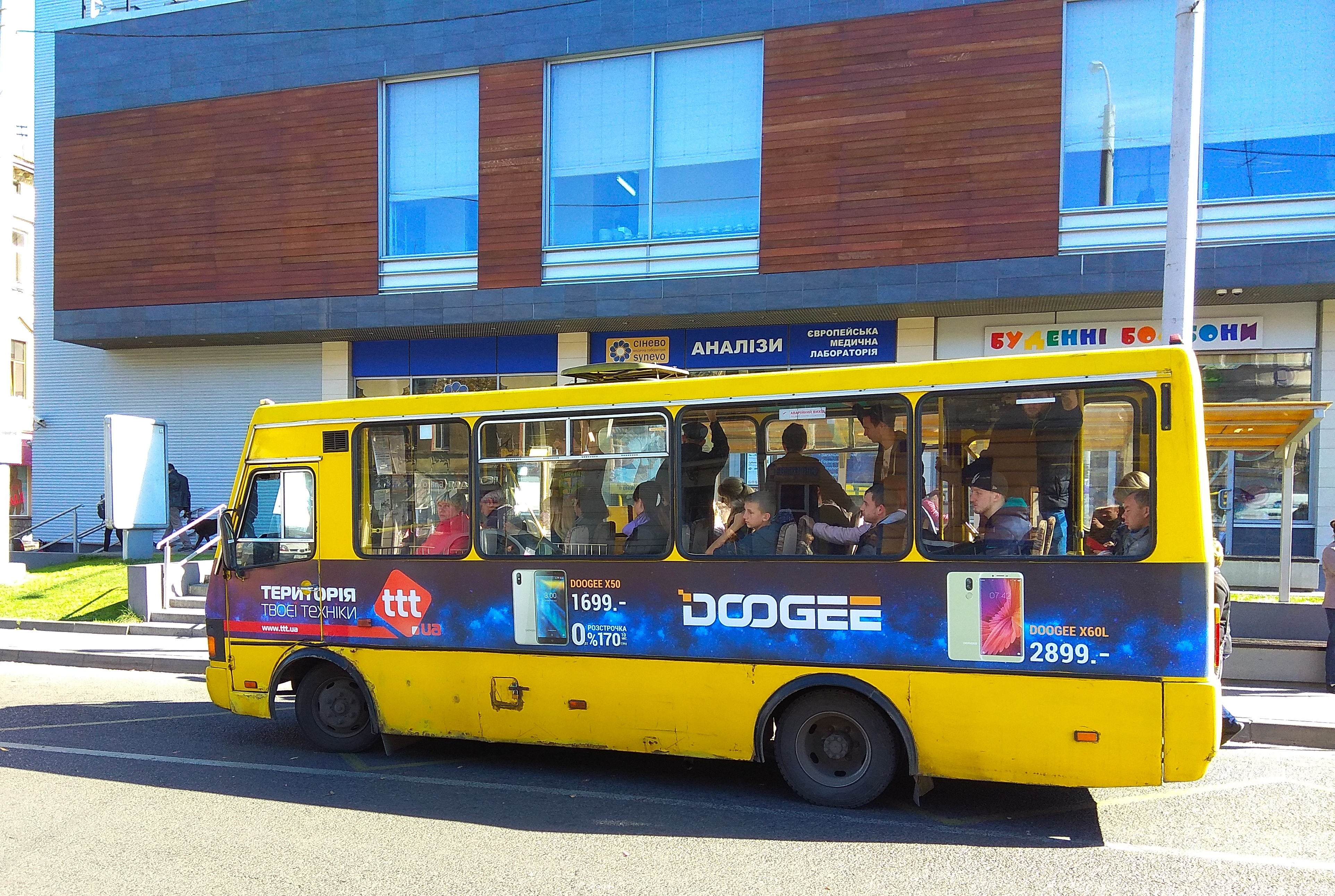
Реклама на маршрутці. Проект РА "АртПром"

Рекламні повідомлення, які поширюють на бортах міських, приміських маршруток. Маршрути транспорту покривають центральну частину населеного пункту, а також спальні райони, звідки щодня на роботу, навчання їдуть сотні, тисячі місцевих і приїжджих. Отже, це гарантує високий рівень видимості Вашого рекламного повідомлення. Крім того, маршрутні таксі дуже динамічні, що сприяє реалізації успішної рекламної кампанії. 

### Реклама на задніх вікнах
Особливий підвид зовнішньої реклами, яку розташовують на задніх вікнах маршруток та габаритних автобусів. Ця реклама розрахована переважно на водіїв інших транспортних засобів, оскільки під час руху транспорту їм найкраще видно повідомлення, яким оформлене заднє скло маршрутного таксі. Крім того, реклама добре проглядається іншими учасниками дорожнього руху (пішоходами, пасажирами, які стоять на зупинці в очікуванні свого транспорту).  
Переваги реклами на задніх вікнах:
- Рухливість транспорту.

Реклама на задніх вікнах у Львові. Проект РА "АртПром"

- Унікальна візитівка Вашої компанії.
- Оперативне привернення уваги водіїв.
- Великі розміри заднього вікна для реалізації цікавої та ефективної реклами.
- Нагода вибрати оптимальні маршрути транспорту, по яких буде постійно рухатися Ваша реклама.

## Реклама на корпоративному транспорті

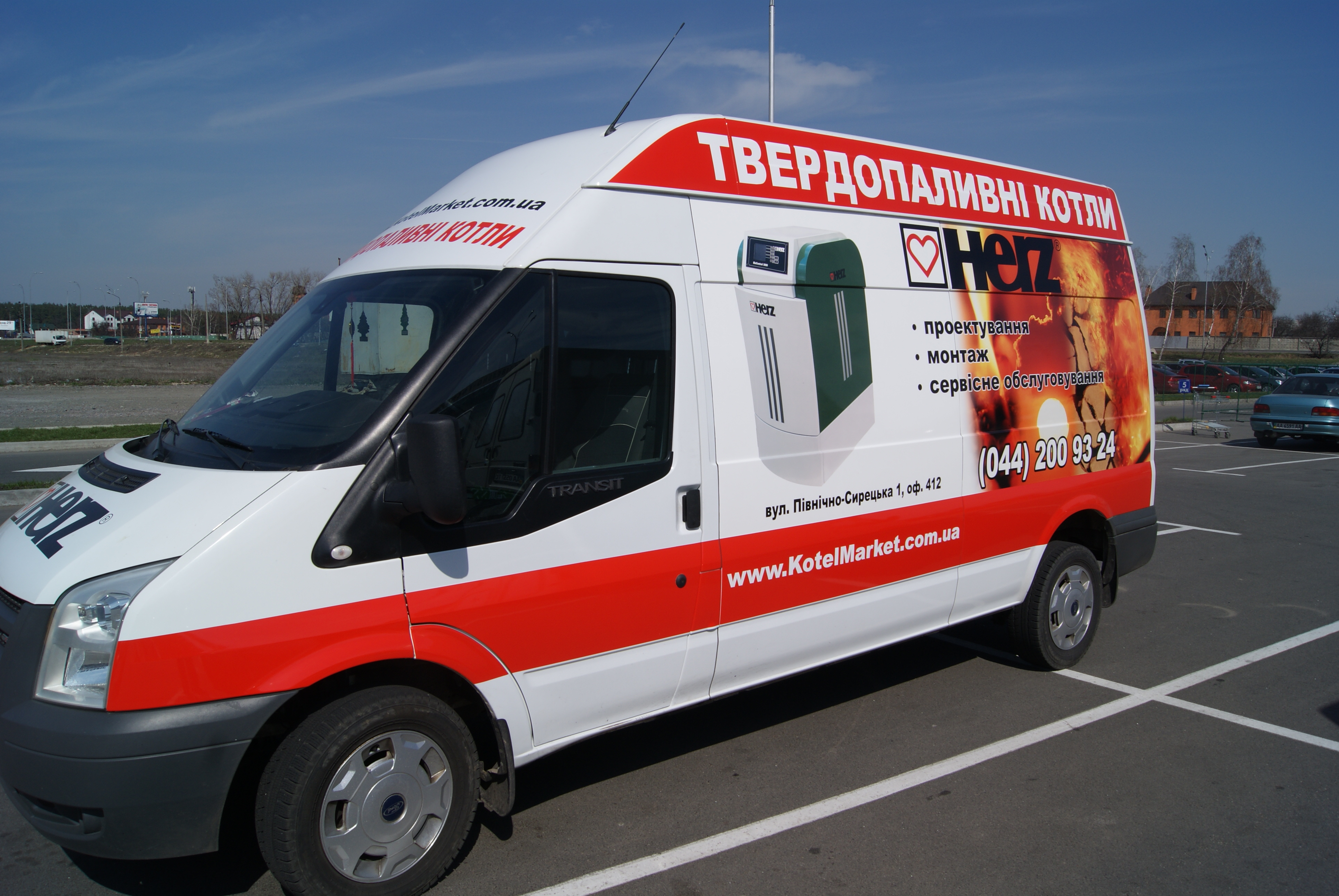
Реклама на корпоративному транспорті. Проект РВК «Ріара»

Реклама на автомобілях привертає увагу потенційних клієнтів на зовнішній території за максимально короткий період. Брендування машин збільшує довіру до фірми та підвищує авторитет в очах клієнтів. Стильно оформлений фірмовий транспорт запам'ятовується та дозволяє формувати позитивний образ фірми, продукції. Реклама на корпоративному транспорті — це можливість виділитися серед конкурентів.
Одна з основних переваг реклами на корпоративному транспорті — відсутність орендної плати.

## Реклама на власному авто/оформлення авто
Розміщення реклами на власному авто має всі переваги реклами на корпоративному авто: відсутність плати за оренду, відсутність потреби в дозволі на розміщення реклами.
Технології, що використовуються для виробництва рекламного продукту, дозволяють також здійснювати оформлення авто, додаючи останньому ексклюзивність.
Друкована продукція, яка призначена для демонстрації реклами на транспортних засобах, обов'язково ламінується. Ламінація — це стабільність кольору зображення на весь період реклами.

## Переваги брендування автомобілів
Брендування авто – новий вид реклами на транспорті, який поєднує у собі безліч переваг:
- Рейтинг і популярність. Вашу рекламу будуть часто бачити жителі міста, що зробить назву вашого бренду впізнаваним.
- Динамічність. Мобільна реклама охоплює більший потік потенційних клієнтів, ніж статична вивіска або білборд.
- Одноразовий платіж. За обклеювання авто ви платите всього один раз, при цьому реклама буде працювати саме стільки, скільки буде їздити машина.
- Будь-які варіації дизайну. Хочете невелику наклейку на двері машини? Або брендувати увесь автомобіль повністю? Наші дизайнери розроблять макет будь-якої складності індивідуально під вашу рекламу.
- Захист кузова. Наклейка на авто вбереже машину від подряпин і корозії.
- Брендування будь-якого автомобіля. Для обклеювання підходять як легкові, так і вантажні машини. Рекомендуємо для реклами обирати автотранспорт, який багато пересувається по місту: таксі, вантажні та пасажирські перевезення, міський громадський транспорт, корпоративні автомобілі та інший спецтранспорт.[8]